# Bistum Ales-Terralba
Das Bistum Ales-Terralba (lat. Dioecesis Uxellensis-Terralbensis, ital. Diocesi di Ales-Terralba) ist eine auf Sardinien gelegene Diözese der römisch-katholischen Kirche in Italien mit Sitz in Ales. Es gehört zur Kirchenprovinz Oristano in der Kirchenregion Sardinien und ist eine Suffragandiözese des Erzbistums Oristano.

## Geschichte
Das Bistum Ales wurde im 7. Jahrhundert gegründet, das Bistum Terralba im 12. Jahrhundert. Am 8. Dezember 1503 wurden beide Bistümer miteinander vereinigt.
Am 3. Juli 2021 verfügte Papst Franziskus die Vereinigung des Bistums Ales-Terralba in persona episcopi mit dem Erzbistum Oristano. Ordinarius der so vereinigten Bistümer wurde der bisherige Erzbischof von Oristano, Roberto Carboni OFMConv.

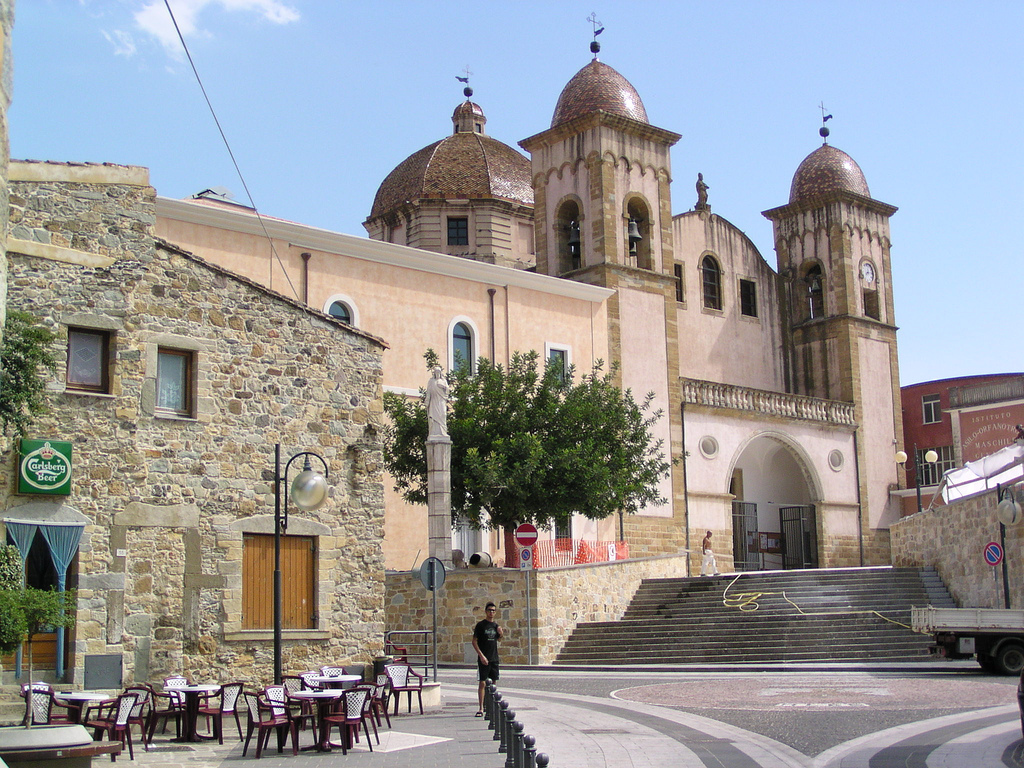
Kathedrale San Pietro zu Ales
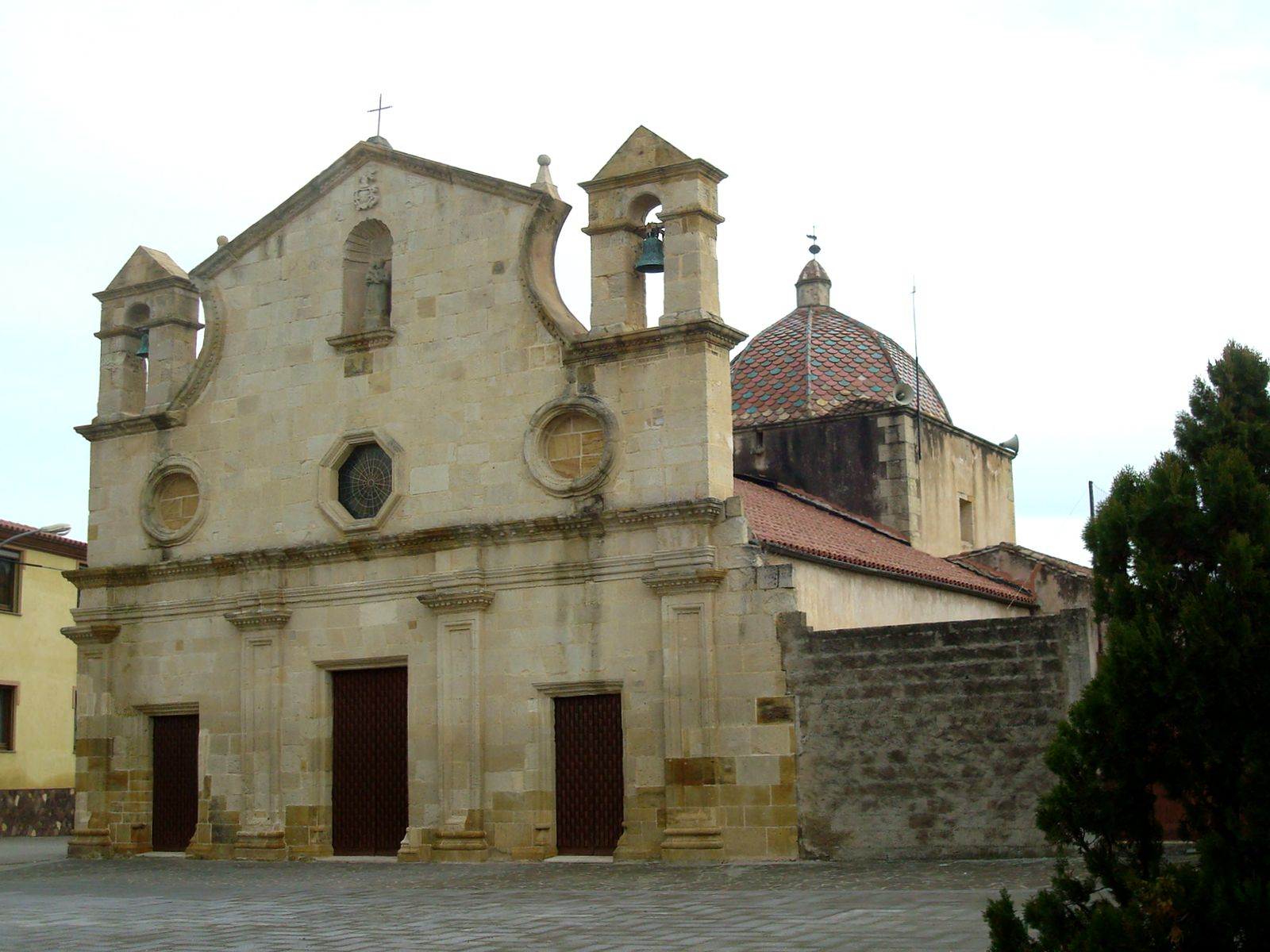
Kirche Sant’Antonio in Sardara
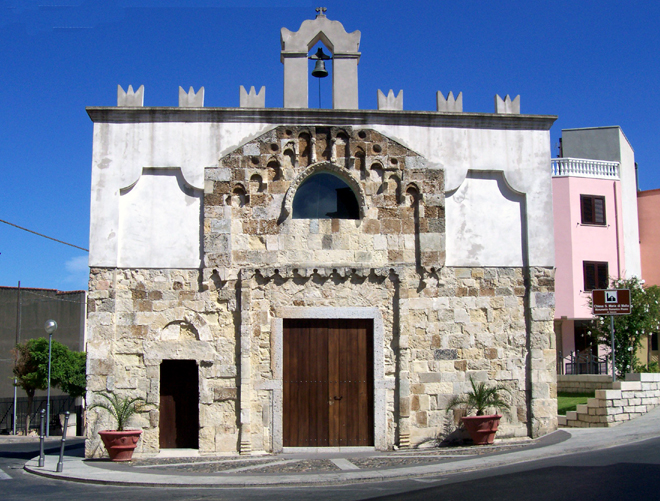
Kirche Santa Maria di Malta in Guspini